# علياء بلعيد
علياء بلعيد، مطربة تونسية أصيلة قابس، اشتهرت في بداية الطريق بتأدية أغاني أم كلثوم.
مشوارها يمتد لما يقرب من 20عاما قدمت خلالها أكثر من 200 أغنية متنوعة بين العاطفية والوطنية والدينية والفلكلورية باللهجات التونسية والليبية والمصرية وغيرها. من أبرز أغانيها «أتحنن» و«القمر».